# طلاق العتیبی
طلاق العتیبی (انگلیسی: Talak Al-Otaibi؛ زادهٔ ۲۶ اکتبر ۱۹۶۵) تیرانداز اهل عربستان سعودی بود. وی در بازی‌های المپیک تابستانی ۱۹۸۴ شرکت کرده‌است.